# Општина Раче-Фрам
Општина Раче-Фрам (словен. Rače-Fram) је једна од општина Подравске регије у држави Словенији. Седишта општине је истоимени градићи Раче и Фрам.

## Природне одлике
Рељеф: Општина Раче-Фрам налази се у северном делу Словеније, у словеначком делу Штајерске. Западни део општине се простире на северним источним падинама Похорја, док је источни део општине равничарски, у широкој долини Драве.
Клима: У општини влада умерено континентална клима.
Воде: На подручју општине има само мањих водотока, који су у сливу реке Драве.

## Становништво
Општина Раче-Фрам је густо насељена.

## Насеља општине
| - Брезула - Згорња Горица - Јешенца - Копивник - Лока при Фраму - Морје - Планица | - Подова - Пожег - Раче - Ранче - Сподња Горица - Шестдобе - Фрам |  |